# Monstera dissecta
Monstera dissecta (Schott) Croat & Grayum – gatunek wieloletnich, wiecznie zielonych pnączy z rodziny obrazkowatych, pochodzący z obszaru od Belize do Peru i północnej Brazylii, zasiedlający lasy deszczowe strefy równikowej.